# Gran Premio di superbike di Misano Adriatico 1994
Il Gran Premio di Superbike di Misano Adriatico 1994 è stata la terza prova su undici del Campionato mondiale Superbike 1994, è stato disputato il 29 maggio sul Santamonica e ha visto la vittoria di Scott Russell in gara 1, mentre la gara 2 è stata vinta da Giancarlo Falappa.
Diversamente da alcune occasioni precedenti, la gara è valida come prova disputata in Italia anziché a San Marino.

## Risultati

### Gara 1

L'iridato uscente Scott Russell, poleman e vincitore della prima manche al Santa Monica, in piega sulla sua Kawasaki ZXR 750.

#### Arrivati al traguardo[3]
| Pos. | Nº | Pilota             | Motocicletta | Tempo     | Griglia | Punti |
| ---- | -- | ------------------ | ------------ | --------- | ------- | ----- |
| 1º   | 1  | Scott Russell      | Kawasaki     | 40:44.221 | 1º      | 20    |
| 2º   | 5  | Giancarlo Falappa  | Ducati       | +0:14.503 | 3º      | 17    |
| 3º   | 3  | Aaron Slight       | Honda        | +0:15.813 | 9º      | 15    |
| 4º   | 7  | Stéphane Mertens   | Ducati       | +0:16.040 | 5º      | 13    |
| 5º   | 10 | Mauro Lucchiari    | Ducati       | +0:16.336 | 4º      | 11    |
| 6º   | 36 | Valerio Destefanis | Ducati       | +0:22.365 | 6º      | 10    |
| 7º   | 37 | Simon Crafar       | Honda        | +0:22.939 | 10º     | 9     |
| 8º   | 38 | Gianmaria Liverani | Honda        | +0:27.275 | 18º     | 8     |
| 9º   | 99 | Massimo Meregalli  | Yamaha       | +0:36.103 | 11º     | 7     |
| 10º  | 11 | Andreas Meklau     | Ducati       | +0:37.082 | 25º     | 6     |
| 11º  | 69 | James Whitham      | Ducati       | +0:38.102 | 16º     | 5     |
| 12º  | 23 | Doug Polen         | Honda        | +0:42.429 | 15º     | 4     |
| 13º  | 48 | Camillo Mariottini | Ducati       | +0:42.759 | 26º     | 3     |
| 14º  | 49 | Andrea Perselli    | Ducati       | +0:50.003 | 20º     | 2     |
| 15º  | 59 | Mauro Moroni       | Kawasaki     | +0:58.431 | 13º     | 1     |
| 16º  | 89 | Mauro Mastrelli    | Yamaha       | +0:58.598 | 27º     |       |
| 17º  | 33 | Brian Morrison     | Honda        | +0:58.847 | 23º     |       |
| 18º  | 28 | Marcel Ernst       | Kawasaki     | +1:30.933 | 30º     |       |
| 19º  | 78 | Leonardo Bagnis    | Honda        | +1:32.677 | 31º     |       |
| 20º  | 92 | Nick Hopkins       | Yamaha       | +3:05.832 | 29º     |       |
| 21º  | 90 | Ivo Bellezza       | Ducati       | +1 giro   | 32º     |       |
| 22º  | 64 | Gérald Muteau      | Ducati       | +1 giro   | 35º     |       |
| 23º  | 96 | Romolo Balbi       | Ducati       | +2 giri   | 33º     |       |

#### Ritirati
| Nº | Pilota               | Motocicletta | Giri     | Griglia |
| -- | -------------------- | ------------ | -------- | ------- |
| 6  | Piergiorgio Bontempi | Kawasaki     | +2 giri  | 2º      |
| 17 | Fabrizio Furlan      | Kawasaki     | +8 giri  | 22º     |
| 2  | Carl Fogarty         | Ducati       | +8 giri  | 12º     |
| 72 | Anton Berghammer     | Yamaha       | +8 giri  | 37º     |
| 94 | Ioannis Boustas      | Yamaha       | +12 giri | 36º     |
| 58 | Aldeo Presciutti     | Ducati       | +12 giri | 24º     |
| 41 | Michaël Paquay       | Honda        | +13 giri | 19º     |
| 32 | Stefano Caracchi     | Ducati       | +13 giri | 28º     |
| 4  | Fabrizio Pirovano    | Ducati       | +16 giri | 7º      |
| 8  | Terry Rymer          | Kawasaki     | +17 giri | 17º     |
| 40 | Serafino Foti        | Ducati       | +22 giri | 14º     |
| 91 | Roberto Panichi      | Ducati       | +23 giri | 8º      |

### Gara 2

Giancarlo Falappa (n. 5), su Ducati 916, s'invola a vincere la seconda manche misanese.

#### Arrivati al traguardo[4]
| Pos. | Nº  | Pilota               | Motocicletta | Tempo     | Griglia | Punti |
| ---- | --- | -------------------- | ------------ | --------- | ------- | ----- |
| 1º   | 5   | Giancarlo Falappa    | Ducati       | 40:35.836 | 3º      | 20    |
| 2º   | 1   | Scott Russell        | Kawasaki     | +0:00.168 | 1º      | 17    |
| 3º   | 10  | Mauro Lucchiari      | Ducati       | +0:01.924 | 4º      | 15    |
| 4º   | 3   | Aaron Slight         | Honda        | +0:09.986 | 9º      | 13    |
| 5º   | 2   | Carl Fogarty         | Ducati       | +0:15.178 | 12º     | 11    |
| 6º   | 4   | Fabrizio Pirovano    | Ducati       | +0:23.266 | 7º      | 10    |
| 7º   | 6   | Piergiorgio Bontempi | Kawasaki     | +0:25.832 | 2º      | 9     |
| 8º   | 36  | Valerio Destefanis   | Ducati       | +0:27.332 | 6º      | 8     |
| 9º   | 8   | Terry Rymer          | Kawasaki     | +0:27.503 | 17º     | 7     |
| 10º  | 11  | Andreas Meklau       | Ducati       | +0:27.736 | 25º     | 6     |
| 11º  | 37  | Simon Crafar         | Honda        | +0:34.251 | 10º     | 5     |
| 12º  | 99  | Massimo Meregalli    | Yamaha       | +0:39.268 | 11º     | 4     |
| 13º  | 40  | Serafino Foti        | Ducati       | +0:39.692 | 14º     | 3     |
| 14º  | 59  | Mauro Moroni         | Kawasaki     | +0:45.172 | 13º     | 2     |
| 15º  | 23  | Doug Polen           | Honda        | +0:45.330 | 15º     | 1     |
| 16º  | 32  | Stefano Caracchi     | Ducati       | +0:45.617 | 28º     |       |
| 17º  | 33  | Brian Morrison       | Honda        | +0:46.315 | 23º     |       |
| 18º  | 89  | Mauro Mastrelli      | Yamaha       | +1:19.642 | 27º     |       |
| 19º  | 28  | Marcel Ernst         | Kawasaki     | +1 giro   | 30º     |       |
| 20º  | 78  | Leonardo Bagnis      | Honda        | +1 giro   | 31º     |       |
| 21º  | 101 | Philippe Thomas      | Kawasaki     | +1 giro   | 34º     |       |
| 22º  | 94  | Ioannis Boustas      | Yamaha       | +1 giro   | 36º     |       |

#### Ritirati
| Nº | Pilota             | Motocicletta | Giri     | Griglia |
| -- | ------------------ | ------------ | -------- | ------- |
| 69 | James Whitham      | Ducati       | +8 giri  | 16º     |
| 96 | Romolo Balbi       | Ducati       | +10 giri | 33º     |
| 48 | Camillo Mariottini | Ducati       | +11 giri | 26º     |
| 90 | Ivo Bellezza       | Ducati       | +13 giri | 32º     |
| 58 | Aldeo Presciutti   | Ducati       | +15 giri | 24º     |
| 38 | Gianmaria Liverani | Honda        | +16 giri | 18º     |
| 49 | Andrea Perselli    | Ducati       | +18 giri | 20º     |
| 17 | Fabrizio Furlan    | Kawasaki     | +18 giri | 22º     |
| 41 | Michaël Paquay     | Honda        | +21 giri | 19º     |
| 7  | Stéphane Mertens   | Ducati       | +22 giri | 5º      |
| 91 | Roberto Panichi    | Ducati       | +23 giri | 8º      |
| 92 | Nick Hopkins       | Yamaha       | +23 giri | 29º     |
| 64 | Gérald Muteau      | Ducati       | +25 giri | 35º     |